# Novi Pozor
Novi Pozor je bio hrvatski dnevnik iz Beča. Ove novine su počele izlaziti 1867., a prestale su izlaziti 1869. godine. Nastavak su zagrebačkog dnevnog lista Pozora.
Uređivali su ga: Franjo Ptačovsky  i Josip Miškatović. Franjo Ptačovsky i Ivan Perkovac bili su izdavači.
List je nastavio izlaziti u Sisku od 1869. kao Zatočnik.
Zbog političkih pritisaka između 1860. i 1886. i za vlasti bana Levina Raucha list je nekoliko puta mijenjao ime, varirajući u imenu Pozor i Obzor, a od 1. siječnja 1886. stalno izlazi pod ovim imenom sve do početka Drugog svjetskog rata.
Časopis je tiskan u Beču u mekitarskoj tiskari.

### Članci
- Bagdasarov, Artur. 2017. Kratak pregled povijesti Armenske Katoličke Crkve. Crkva u svijetu. Sveučilište u Splitu - Katolički bogoslovni fakultet. Split. 52 (1): 89–100